# Heartbreaker (album de Free)
Pour les articles homonymes, voir Heartbreaker.
Albums de Free
Free at Last
(1972)
Heartbreaker est le sixième et dernier album du groupe Free, paru en 1973. Ce sera le seul avec la nouvelle formation, le bassiste Andy Fraser ayant quitté à la suite de l'album précédent, il fut remplacé par le Japonais Tetsu Yamauchi. Se joignent aussi en renfort, le pianiste John Bundrick, le percussionniste Rebop Kwaku Baah de Traffic et le guitariste W. G. Snuffy Walden. Yamauchi et Bundrick avaient déjà joués avec Paul Kossoff et Simon Kirke sur l'album Kossoff, Kirke, Tetsu & Rabbit durant la brève séparation de Free en 1972. Par la suite, Paul Rodgers et Simon Kirke iront former Bad Company. Tetsu Yamauchi ira rejoindre les Faces de Rod Stewart de 1973 à 1975. 

## Liste des chansons
1. Wishing Well - 3:43 - (Rodgers, Kirke, Yamauchi, Kossoff, Bundrick)
2. Come Together In The Morning - 4:38 - (Rodgers)
3. Travellin' In Style - 4:01 - (Rodgers, Kirke, Yamauchi, Kossoff, Bundrick)
4. Heartbreaker - 6:12 - (Rodgers)
5. Muddy Water - 4:15 - (Bundrick)
6. Common Mortal Man - 4:06 - (Bundrick)
7. Easy On My Soul - 3:44 - (Rodgers)
8. Seven Angels - 5:03 - (Rodgers)

## Pièces bonus sur la réédition de 2002
- Wishing well - 3:39 - Mix américain
- Let me show you - 3:01 - (Rodgers, Kirke, Yamauchi, Kossof, Bundrick)
- Muddy Water - 4:15 - Vocaux alternatifs
- Hand me down, turn me round - 3:19 - (Bundrick)
- Heartbreaker - 5:40 - Version démo
- Easy on my soul - 8:42 - Version démo

## Personnel
- Paul Rodgers : Chant, guitare solo (5, 7), guitare rythmique (1-4), piano (7)
- Paul Kossof : Guitare solo (1-4, 6 et 8), chœurs
- W. G. Snuffy Walden : Guitare rythmique (6-8)
- Tetsu Yamauchi : Basse, percussions (5)
- John Rabbitt Bundrick : Piano (1-6, 8), chœurs
- Simon Kirke : Batterie, percussions 2-4, 6-8), guitare rythmique (5)
- Rebop Kwaku Baah : Percussions (1)